# Xorides maculiceps
Xorides maculiceps là một loài tò vò trong họ Ichneumonidae.